# ملفين كوتريل
ملفين كوتريل هو سياسي أمريكي، ولد في 31 مارس 1929 في Jackson Township, New Jersey ‏ في الولايات المتحدة، وتوفي في 9 أكتوبر 2002. نشط حزبياً في الحزب الجمهوري. وقد انتخب عضو جمعية نيوجيرسي العامة ‏.